# Bradysia kairensis
Bradysia kairensis är en tvåvingeart som först beskrevs av Becker 1903.  Bradysia kairensis ingår i släktet Bradysia och familjen sorgmyggor.
Artens utbredningsområde är Egypten. Inga underarter finns listade i Catalogue of Life.